# للکندورف
للکندورف (به آلمانی: Lelkendorf) یک شهر در آلمان است که در Rostock District واقع شده‌است. للکندورف ۵۳۲ نفر جمعیت دارد.